# Diphényldichlorosilane
Le diphényldichlorosilane est un composé organosilicié halogéné de formule chimique (C6H5)2SiCl2. Il se présente sous la forme d'un liquide incolore qui se décompose au contact de l'eau.
Il a été préparé pour la première fois en 1886 en faisant réagir du tétraphénylsilane (C6H5)4Si avec du pentachlorure de phosphore PCl5. En fonction du rapport entre ces deux réactifs, il se forme des proportions variables de diphényldichlorosilane et de triphénylchlorosilane (C6H5)3SiCl :
(C6H5)4Si + PCl5 ⟶ (C6H5)3SiCl + C6H5Cl + PCl3 ;
(C6H5)4Si + 2 PCl5 ⟶ (C6H5)2SiCl2 + 2 C6H5Cl + 2 PCl3.
Il est produit industriellement par réaction thermique de silicium élémentaire avec du chlorobenzène en présence de cuivre comme catalyseur :
Si + 2 C6H5Cl ⟶ (C6H5)2SiCl2.
Il peut donner du diphénylsilanediol par hydrolyse, :
(C6H5)2SiCl2 + 2 H2O ⟶ (C6H5)2Si(OH)2 + 2 HCl.